# طواف فلاندرز 1976
طواف فلاندرز 1976 هو سباق دراجات هوائية أقيم بتاريخ 4 أبريل 1976، تكون السباق من 1 مراحل وامتدّ لمسافة 261 كم بسرعة 42.32 كم/س، استغرق السباق 6 ساعة 10 دقيقة 00 ثانية. فاز به البلجيكي والتر بلانكايرت وحلّ ثانيا فرانشيسكو موزر.

## الترتيب
| م                     | الدرّاج          | البلد   | الزمن                    |
| --------------------- | --------------- | ------- | ------------------------ |
| الفائز بالترتيب العام | والتر بلانكايرت | بلجيكا  | 6 ساعة 10 دقيقة 00 ثانية |
| الثاني                | فرانشيسكو موزر  | إيطاليا |                          |